# Cuddureddi
I cuḍḍureḍḍi sono una specialità siciliana tipica della festa di San Biagio (3 febbraio).
La Regione Siciliana li ha inseriti nell'elenco dei prodotti agroalimentari tradizionali italiani. Sono tipici del comune di Cammarata.
Si tratta di anellini di pasta azzima cotta al forno, che vengono benedetti il giorno di San Biagio, durante il rito della benedizione della gola; nei comuni di cui sono tipici, la festa è organizzata dalla confraternita di San Biagio almeno dal 1458. Sono prodotti usando esclusivamente farina e acqua, che vengono impastati fino a raggiungere una certa solidità; la pasta poi viene fatta a pezzetti lunghi circa 4 cm che vengono modellati a ciambellina unendo le due estremità; sono quindi posti in una teglia e messi in forno per cuocere.